# Jesiva

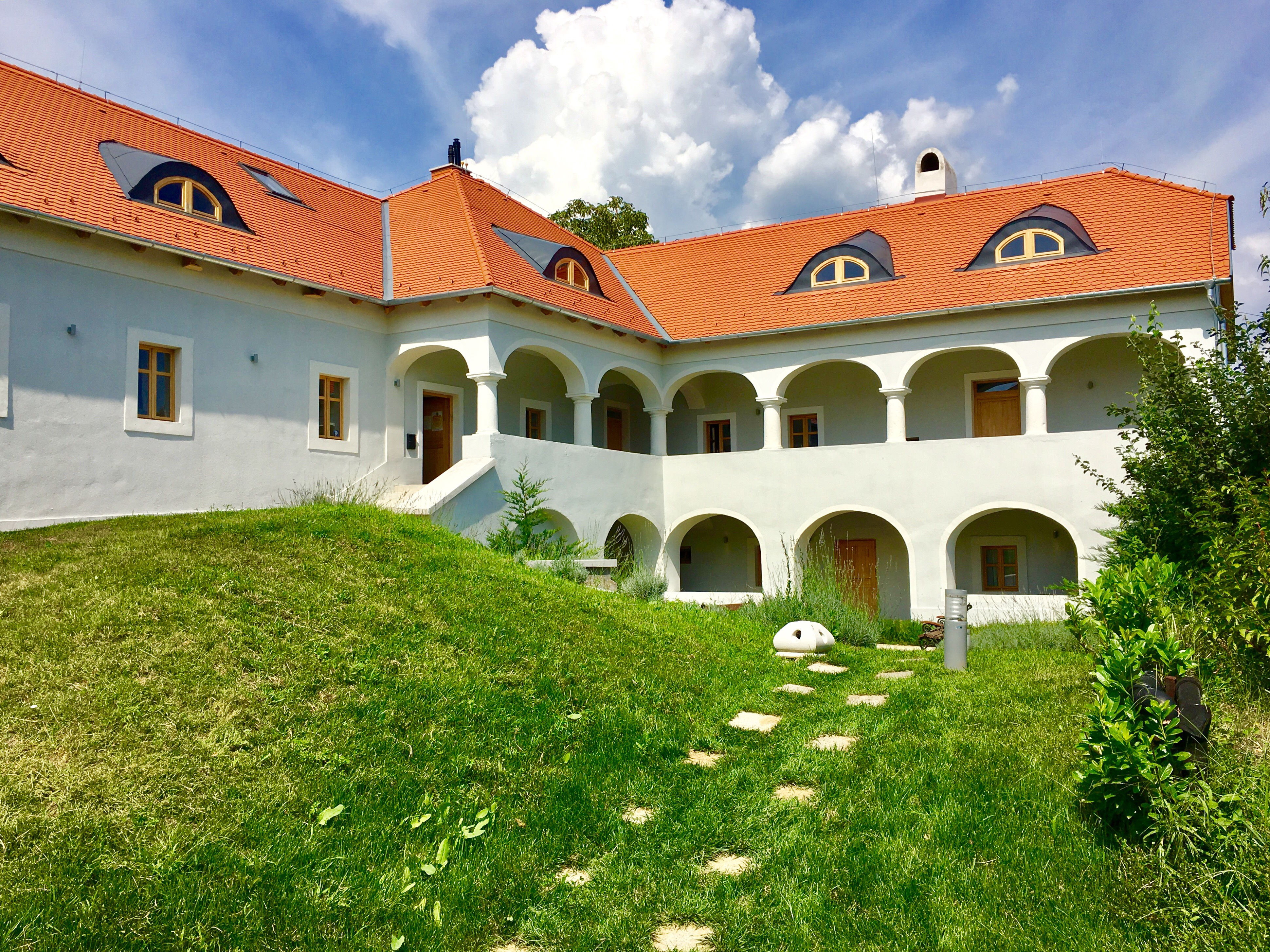
A ma vendégházként működő egykori mádi rabbiképző és jesiva

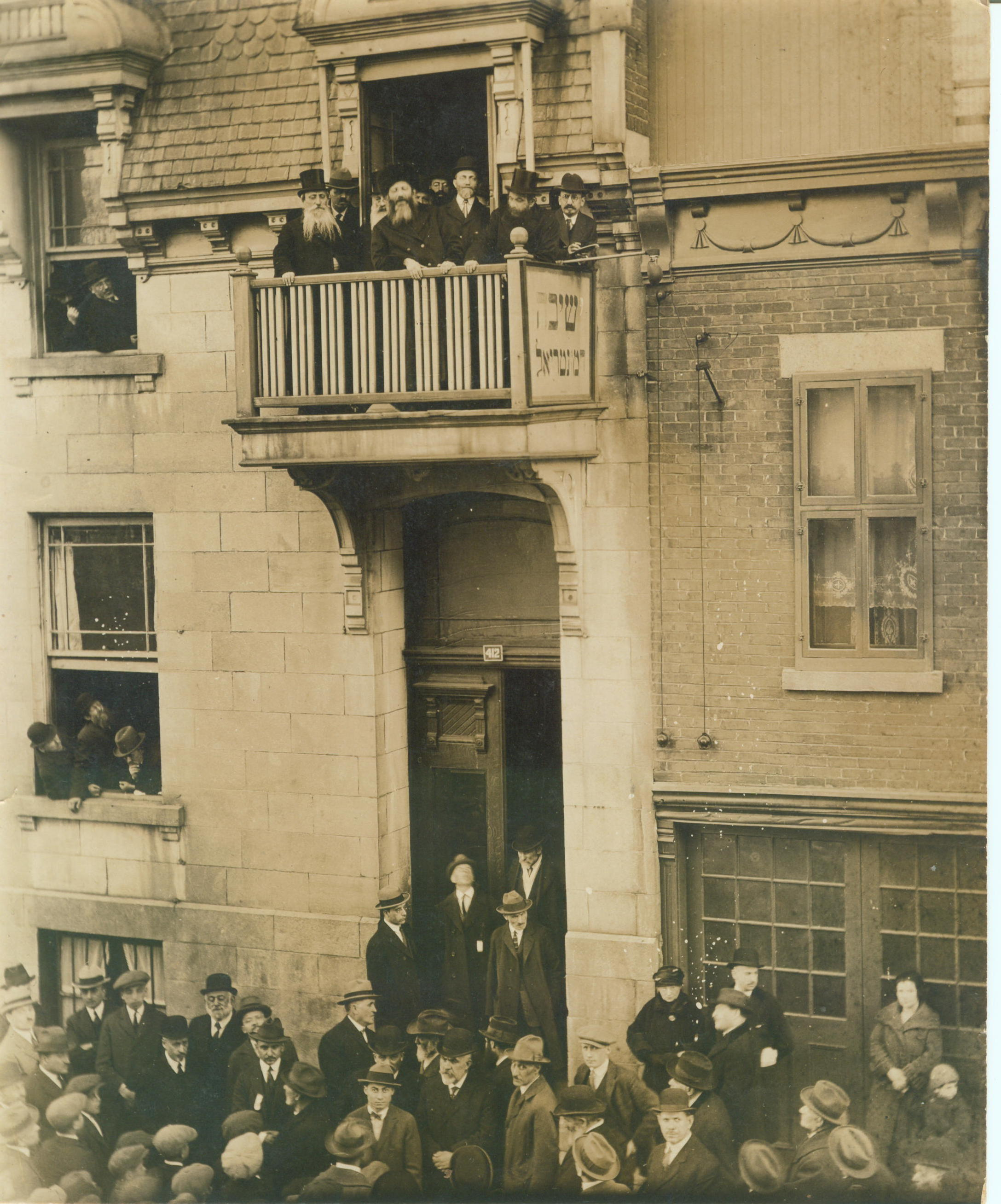
Abraham Isaac Kook a Montreal Jesivában (1924)

Jesiva (héberül: ישיבה, szó szerint: "ülés") a zsidó hagyomány szerint a Tóra tanulmányozásának intézménye. A Zsidó Tanulmányok Felsőoktatási Intézete, amely a zsidó általános iskola, a Talmud Tóra folytató intézménye. A jesivát generációkon keresztül használták fel a Szóbeli Tan hagyományának és a "Bölcsek (héberül:Chazal)" szavainak generációról generációra való átadására, valamint a tanulásra és az önálló memorizálásra.
A jesiva sok generáción keresztül szolgált mint a vallásos zsidóság központi intézménye. Ott döntöttek az évek során felmerült vallási kérdésekről és ott válaszoltak az ősi hagyományokban felmerült kétségekre, ott módosították a vallásból felmerült szabályzatokat az egyéniség és a közösség tekintetében. A központi jesivák vezetői hosszú évszázadokon keresztül az egész zsidó nép vezetői voltak. Még a nagy vallásszabályzó kódexek írása után is mint a: Misneh Tóra, Maimonidész, Arba Arim és Sulchán Áruch, amelyek lehetővé tették a különálló rabbinikus státuszt, a jesivák a Tóra világának középpontjában maradtak.

## Háttér
A Jesiva (ülés) szó mint főnévként először csak a "Bölcsek" mondásaiban van említve. A babilóniai Talmud a jesivát mint a zsidó népet a történelem hajnalától kísérő  állandó hely elvont fogalmának mutatja be és a jesivában történő tanulást már a Nemzet Patriarcháinak tulajdonítja: Ábrahámnak, Izsáknak és Jákóbnak, és leírja a  jesivában való tanulást és az előző nemzedék bölcsessége átadását a következő nemzedéknek, mint valamit ami mindig kísérte a héber illetve később a zsidó nemzetet.

## A Jesiva története

### A középkorban
A középkorban kiterjedt változások történtek a zsidó Tóra világában. A szefárd jesivák hanyatlása és a Tóra központok felemelkedése Askenázban, az Askenáz övezetben fennálló gondokkal és üldözésekkel párhuzamosan, a Tóra központok már nem voltak stabilok. Annak ellenére, hogy az askenázi jesivák jók voltak, mint például a híres párizsi Izsák rabbié, ami bezáródott a talmudi könyvek leégetése miatt, vagy Wiener Neustadtban Ausztriában, ezek a jesivák nem rendelkeztek a szefárd jesivák státusával.
Ezen évszázadok során, ahogy a későbbi időszakok szerzői is leírták, a tizenéves kori tanulás regionális és informális volt. A szokás az volt, hogy minden fiú, amikor elérte a 13-éves kort, helyet kapott a városi zsinagógában, és tanult egyedül, vagy barátokkal vagy az apja segítségével, ha tudta tanítani. A gazdag és tiszteletreméltó közösségek tartottak maguknak jesivákat, amelyek nyilvánvalóan az idősebb fiúknak szóltak. A legtöbb esetben ezek a jesivák a helyi rabbik alá tartoztak.

### A 19. századtól a Holokausztig
A 19. század elejéig létező jesivák különböztek a későbbiektől. Az új modellt, az első és legfontosabb jesiva modellt a Volozhin Jesiva létrehozásával teremtették meg. A múltbeli időkkel ellentétben, amelyek során a tanulók otthonukhoz közel tanultak, ebben az időszakban sokan egy távoli és központi helyre utaztak tanulni. Mivel ebben az időben nem volt bentlakásos iskola, a diákok magánszemélyeknél béreltek lakást, és a város zsidó lakossága által rendezett helyeken étkeztek.

### Jesivák Magyarországon
A holokauszt előtti néhány generációban mintegy 200 jesiva volt a nagyobb Magyarországon (Magyarország, Erdély, Kárpátalja, Felvidék, Bácska stb.) és mintegy 10.000 hallgató vett részt a tanulásban ezekben a jesivákban. A jesivák diplomázott diákjai a zsidó közösségek gerincét képezték ki miután hazamentek vagy más helyen kaptak állást. Rabbiként és közösségi vezetőkként szolgáltak. A magyar zsidóság nagyon büszke volt erre a Jesiva rendszerre.
Egy pár fontosabb jesiva a múltban Magyarország mai területén:
Egri jesiva – rabbi Szofer Simon
Sátoraljaújhelyi jesiva – rabbi Teitelbaum Mózes
Balassagyarmati jesiva – rabbi Deutsch Dávid Áron
Bonyhádi jesiva – rabbi Boszkovics Benjámin Zeev